# Helma Gautier
Helma Gautier (* 28. Jänner 1940 in Wien) ist eine österreichische Schauspielerin.

## Leben
Nach der Matura studierte sie zunächst Germanistik und Theaterwissenschaft. Nebenbei nahm sie Ballettunterricht und absolvierte das Reinhardt-Seminar mit Auszeichnung.
Im Jahr 1962 debütierte Helma Gautier am Wiener Burgtheater als Thekla in Nestroys Das Mädl aus der Vorstadt und gehört seither zum fixen Ensemble des Burgtheaters.
So war sie unter anderem als Marie in Goethes Götz von Berlichingen, als Frau Moser in Schnitzlers Familie, als Jugend in Raimunds Der Bauer als Millionär und in der Titelrolle von Anouilhs Colombe zu sehen. Weitere Rollen waren die Kreusa in Grillparzers Medea, die Celia in Shakespeares Wie es euch gefällt und Frau Wahl in Schnitzlers Das weite Land.
Neben ihrer Tätigkeit am Theater wirkte Gautier seit den 1960er Jahren in zahlreichen TV- und Filmproduktionen mit. So hatte sie unter anderem Auftritte in den Serien Der alte Richter, Kottan und Der ideale Kandidat. Sie spielte in Walter Davys Roth-Verfilmung Stationschef Fallmerayer (1975) und u. a. gemeinsam mit Bernhard Wicki, Rudolf Wessely und Walter Schmidinger in Michael Hanekes Lemminge (1979).
Einem breiten Publikum wurde sie Anfang der 1990er Jahre durch die ORF-Serie Kaisermühlen-Blues bekannt, in der sie die Ehefrau von Bezirksrat Gneisser (Götz Kauffmann) spielte. Mit Reinhard Schwabenitzky hat sie zuletzt für die Kinofilme Hannah (1996) und Zwei Väter einer Tochter (2002) zusammengearbeitet. Sie erschien auch in der ORF-Serie Ringstraßenpalais und in vier Folgen der TV-Serie Medicopter 117 als Mutter der Notärztin Gabriele Kollmann.

## Filmografie (Auswahl)
- 1948: Kleine Melodie aus Wien
- 1962: Lumpazivagabundus
- 1967: Fentons völlig verrückte Erfindung
- 1967: Das Mädel aus der Vorstadt
- 1969–1970: Der alte Richter
- 1970: Fall Regine Krause
- 1974: Wienerinnen
- 1976: Stationschef Fallmerayer
- 1976: Tatort: Annoncen-Mord
- 1977: Die früheren Verhältnisse
- 1977: Der Einstand
- 1978: Kottan ermittelt – Nachttankstelle
- 1979: Lemminge – Arkadien
- 1979: Feuer!
- 1979: Kleine Gaben
- 1985: Largo desolato
- 1985: Tapetenwechsel
- 1986: Der Unbestechliche
- 1988–1989: Ringstraßenpalais
- 1991: Ilona und Kurti
- 1992–2000: Kaisermühlen Blues
- 1993: Verlassen Sie bitte Ihren Mann!
- 1997: Ein idealer Kandidat
- 1997: Hannah
- 1998–1999: Medicopter 117 – Jedes Leben zählt
- 2002: Dolce Vita & Co – Wo ist Kurt?
- 2003: Zwei Väter einer Tochter
- 2003: Un peu beaucoup (Kurzfilm)
- 2004: Frechheit siegt
- 2008: SOKO Kitzbühel – Hochzeitsglocken
- 2010: Oben ohne – Endstation Prellbock
- 2010: Furcht und Zittern